# CTWM
CTWM (ctwm,Claude’s Tab Window Manager) は、twm から派生した X Window System用のウィンドウマネージャである。

## 概要
CTWMは、1992年に Claude Lecommandeur によりTWMのコードを元に開発された。
2003年より、CTWMの開発および保守は Claude の手を離れ Levitte が引き継いでいる。
twmとの違いは、workspace と呼ばれる仮想デスクトップを最大32個作成できることである。twmと同様にテキストの設定ファイルにより柔軟なカスタマイズが可能である。シンプルな twm の使い勝手に加え、仮想デスクトップを使用できること、フルキーボードオペレーションのための設定がしやすいことから、根強い愛用者が存在する。

## 設定ファイル
CTWMは、twm を拡張したものであるため、twm の設定が流用できる。CTWM は起動時にまず、ユーザのホームディレクトリの .ctwmrc.ディスプレイ番号 というファイルを探し、それがなければ、ホームディレクトリの .ctwmrc、.twmrc.ディスプレイ番号、.twmrc というファイルを読む。ホームディレクトリに前述のファイルが存在しなければ、システム標準の system.ctwmrc を読み込む。